# 科倫城區
科倫城區（西班牙語：Ciudad Colón），是哥斯達黎加的一個區，位於該國中部聖何塞省，面積57.82平方公里，海拔高度840米，2005年人口14,925，該區人口密度每平方公里258.13人。